# رستم امام‌علی
رُستَم اِمامعَلیِویچ رَحمانُف (به تاجیکی: Рустам Эмомалиевич Раҳмонов)؛ (زادهٔ ۱۹ دسامبر ۱۹۸۷) سیاستمدار اهل تاجیکستان و فرزند امامعلی رحمان، رئیس‌جمهور تاجیکستان است. او ریاست مجلس ملی تاجیکستان را برعهده دارد. طبق قانون اساسی تاجیکستان، رئیس مجلس ملی در سلسله مراتب قدرت، شخص دوم در حکومت تاجیکستان محسوب می‌شود و در صورت درگذشت رئیس‌جمهور یا کنار رفتنش از قدرت، تا انتخابات جدید، زمام امور را در دست می‌گیرد.
وی علاوه بر این، از سال ۲۰۱۷ شهردار دوشنبه، پایتخت تاجیکستان است. او پیش از آن نیز در وزارت اقتصاد و کمیته سرمایه‌گذاری تاجیکستان سمت‌هایی کلیدی داشته و ریاست خدمات گمرک و آژانس مبارزه با فساد مالی نیز بر عهده او بوده است. او به فوتبال علاقه زیادی دارد و یکی از بنیان‌گذاران باشگاه فوتبال استقلال دوشنبه در سال ۲۰۰۷ است. رستم امامعلی دو سال بازیکن این تیم بود. او حالا رئیس فدراسیون فوتبال تاجیکستان است و سال پیش به ریاست فدراسیون فوتبال آسیای مرکزی برگزیده شد.